# L'ultimo giorno di patriarcato
L'ultimo giorno di patriarcato è un singolo discografico del cantautore e comico italiano Checco Zalone, pubblicato l'8 marzo 2025.

## Descrizione
Il brano, pubblicato in occasione della Giornata internazionale della donna, racconta la fine del patriarcato nell'immaginario comune retrogrado di San Masculo.
Ciò provoca un ribaltamento dei ruoli all'interno del piccolo paese: da una parte, gli uomini si ritrovano a svolgere le mansioni precedentemente svolte dalle donne; dall'altro lato, le donne vivono la vita mondana vissuta dai mariti fino a quel momento.
Nel videoclip compare anche l’attrice Vanessa Scalera e il paese immaginario in cui è stato girato il brano è Castel San Pietro Romano.